# فيلرغان
فيلرغان (بالفارسية: فیلرگان) هي قرية تقع في قسم سهروفيروزان الريفي (مقاطعة فلاورجان) في إيران. يقدر عدد سكانها بـ 518 نسمة بحسب إحصاء 2016.